# Liste der Bodendenkmäler in Ellgau
Auf dieser Seite sind die Bodendenkmäler in der schwäbischen Gemeinde Ellgau zusammengestellt. Diese Tabelle ist eine Teilliste der Liste der Bodendenkmäler in Bayern. Grundlage ist die Bayerische Denkmalliste, die auf Basis des Bayerischen Denkmalschutzgesetzes vom 1. Oktober 1973 erstmals erstellt wurde und seither durch das Bayerische Landesamt für Denkmalpflege geführt wird. Die folgenden Angaben ersetzen nicht die rechtsverbindliche Auskunft der Denkmalschutzbehörde.

## Bodendenkmäler in Ellgau
| Lage                      | Objekt | Akten-Nr.     | Bild                                          |
| ------------------------- | --- | ------------- | --------------------------------------------- |
| (Standort)                | Siedlung vor- und frühgeschichtlicher Zeitstellung.                                                                                     | D-7-7331-0006 |                                               |
| (Standort)                | Siedlung vor- und frühgeschichtlicher Zeitstellung.                                                                                     | D-7-7331-0159 |                                               |
| Hauptstraße 44 (Standort) | Mittelalterliche und frühneuzeitliche Befunde im Bereich der katholischen Pfarrkirche St. Ulrich in Ellgau, mit altem Friedhofsbereich. | D-7-7331-0163 | Mittelalterliche und frühneuzeitliche Befunde |
| (Standort)                | Siedlung vor- und frühgeschichtlicher Zeitstellung.                                                                                     | D-7-7431-0050 |                                               |
| (Standort)                | Siedlung des frühen Mittelalters. | D-7-7431-0264 |                                               |